# ماهیان سربرهنه
ماهیان سربرهنه (نام علمی: Alepocephalidae) نام یک تیره از فرورده پیوسته‌استخوانان است.